# Pasar Pargarutan
Pasar Pargarutan is een bestuurslaag in het regentschap Tapanuli Selatan van de provincie Noord-Sumatra, Indonesië. Pasar Pargarutan telt 2134 inwoners (volkstelling 2010).